# Karel Andrlík st.
Karel Andrlík starší (18. srpna 1861 Drahonice – 16. července 1931 Drahonice) byl český chemik, profesor cukrovarnictví na pražské ČVUT.

## Život
V roce 1895 zavedl s K. Preisem speciální laboratoře z cukrovarnické chemie a výzkumnictví a spolu s K. Preisem, J. Stoklasou a E. Votočkem zahájil činnost na nově založené výzkumné stanici cukrovarnické.

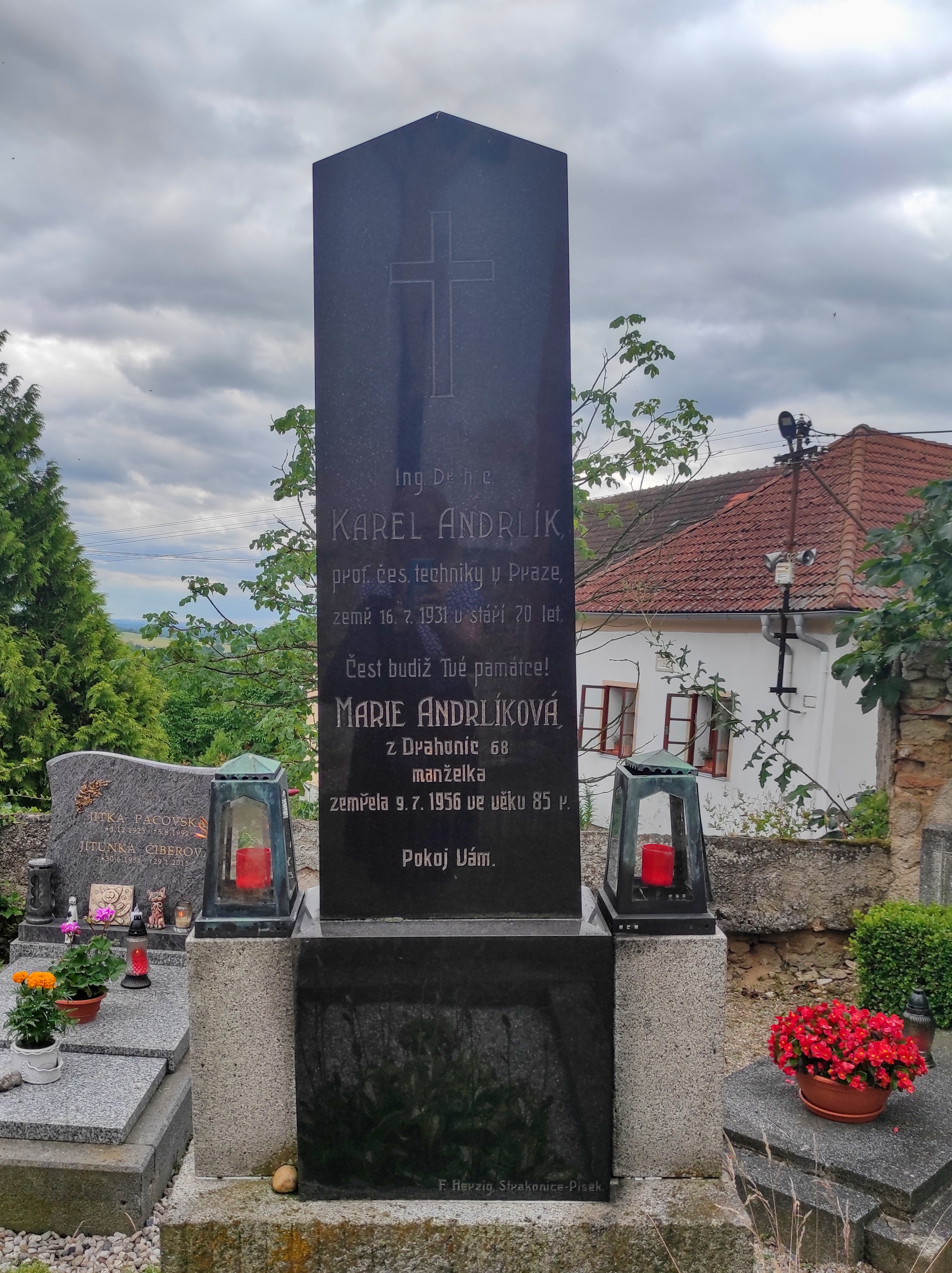
Náhrobek Karla Andrlíka na hřbitově ve Skočicích

V roce 1907, kdy byl sloučen Spolek českých chemiků se Společností pro průmysl chemický v Království českém tak, že vznikla jediná „Česká společnost chemická pro vědu a průmysl“ se dvěma odbory, stal se Andrlík vedoucím odboru vědeckého, zatímco odbor průmyslový (který měl třikrát více členů než odbor vědecký) vedl A. Nydrle. V roce 1908 organizoval s E. Votočkem chemickou sekci na IV. sjezdu českých lékařů a přírodozpytců. 
Je autorem knih Pivovar. Výroba sladu, Praha 1923 a Tovární výroba cukru řepového a jiných uhlohydrátů, Praha 1925.
Po profesoru Andrlíkovi je pojmenována ulice v Praze-Čakovicích (v blízkosti cukrovaru), která: „Vychází západním směrem ze Schoellerovy jižně od Šircovy, lomí se k jihu, prochází kruhovým objezdem, ze kterého pokračuje západním směrem, prochází křižovatkami s Templářskou a Samohrdovou a slepě končí.“
Chemik stejného jména Karel Andrlík nejmladší (1894–1962) byl autorem chemických (i fotografických) příruček a učebnic, které existovaly i ve slovenské verzi.